# Matiloxis erythrolopha
Matiloxis erythrolopha är en fjärilsart som beskrevs av George Francis Hampson 1926. Matiloxis erythrolopha ingår i släktet Matiloxis och familjen nattflyn. Inga underarter finns listade i Catalogue of Life.